# زیرزمینی (آلبوم الکتریک پرونز)
| بررسی انتقادی | بررسی انتقادی |
| منبع          | رتبه‌بندی      |
| ------------- | ------------- |
| Allmusic      | link          |

زیر زمینی دومین آلبوم استودیویی گروه الکتریک پرونز بود که در سال ۱۹۶۷ منتشر شد

## پرسنل

### نوازندگان
- جیمز لاو – خوانندهو سازدهنی
- کن ویلیامز – گیتار لید
- جیمز اسپنگولا – ریتم گیتار، همخوان
- مارک تولین – باس پیانو
- پرستون ریتور – درام

### پشت صحنه
- دیو هاسینگر – تولیدکننده
- ریچی پدولور– مهندس
- بیل کوپر – مهندس
- پری بوتکین – مدیر هنری
- تام تاکر – عکاسی[۲]

## نمودار عملکرد
بیلبورد ۲۰۰ (۱۹۶۷) - ۱۷۲#